# Methantellurol
Methantellurol je organická sloučenina telluru (tellurol) se vzorcem CH3TeH. Jedná se o nejjednodušší organickou sloučeninu telluru, která byla získána v čisté podobě. Při zahřátí na pokojovou teplotu se rozkládá na tellur a methan.
Příprava methantellurolu se provádí redukcí dimethylditelluridu sodíkem v kapalném amoniaku a protonací vzniklého methanotellurolátu sodného (CH3Te−Na+) kyselinou sírovou.
V infračerveném spektru má vazba Te-H absorpční pás na 1995 cm−1, u lehčích analogů jsou hodnoty νE-H 2342 (E = Se, methanselenol), 2606 (E = S, methanthiol), a 3710 cm−1 (E = O, methanol).